# Lophocerynea punctata
Lophocerynea punctata là một loài bướm đêm trong họ Noctuidae.